# Fraktion der Europäischen Volkspartei (Christdemokraten)/8. Legislaturperiode
Die folgende Liste enthält die an der Fraktion der Europäischen Volkspartei (Christdemokraten) in der 8. Legislaturperiode von 2014 bis 2019 beteiligten Parteien. Bei ihrer Konstituierung nach der Europawahl 2014 hatte die Fraktion 221 Mitglieder, zu Ende der Legislatur 216.
| Land | Kürzel      | Partei                                                         | Abgeordnete |
| --- | ----------- | -------------------------------------------------------------- | ----------- |
| Belgien | CDH         | Centre Démocrate Humaniste                                     | 1           |
| Belgien | CD&V        | Christen Democratisch en Vlaams                                | 2           |
| Belgien | CSP         | Christlich Soziale Partei                                      | 1           |
| Bulgarien | GERB        | Bürger für eine europäische Entwicklung Bulgariens             | 6           |
| Bulgarien | DSB         | Demokraten für ein starkes Bulgarien                           | 1           |
| Dänemark | KF          | Det Konservative Folkeparti                                    | 1           |
| Deutschland | CDU         | Christlich Demokratische Union Deutschlands                    | 29          |
| Deutschland | CSU         | Christlich-Soziale Union in Bayern                             | 5           |
| Estland | IRL         | Isamaa ja Res Publica Liit                                     | 1           |
| Finnland | KOK         | Kansallinen Kokoomus-Samlingspartiet                           | 3           |
| Frankreich | LR          | Les Républicains                                               | 19          |
| Frankreich |             | Unabhängiger                                                   | 1           |
| Griechenland | ND          | Nea Dimokratia                                                 | 5           |
| Irland | FG          | Fine Gael                                                      | 4           |
| Italien | FI          | Forza Italia                                                   | 10          |
| Italien | UDC         | Unione di Centro                                               | 1           |
| Italien | SVP         | Südtiroler Volkspartei                                         | 1           |
| Italien |             | Unabhängige                                                    | 1           |
| Kroatien | HDZ         | Hrvatska demokratska zajednica                                 | 4           |
| Kroatien | HSS         | Kroatische Bauernpartei                                        | 1           |
| Lettland | V           | Vienotība                                                      | 4           |
| Litauen | TS-LKD      | Tėvynės Sąjunga – Lietuvos krikščionys demokratai              | 2           |
| Litauen |             | Unabhängiger                                                   | 1           |
| Luxemburg | CSV         | Chrëschtlech Sozial Vollekspartei                              | 3           |
| Malta | PN          | Partit Nazzjonalista                                           | 3           |
| Niederlande | CDA         | Christen-Democratisch Appèl                                    | 5           |
| Österreich | ÖVP         | Österreichische Volkspartei                                    | 5           |
| Polen | PO          | Platforma Obywatelska                                          | 18          |
| Polen | PSL         | Polskie Stronnictwo Ludowe                                     | 4           |
| Portugal | CDS-PP      | Centro Democrático e Social – Partido Popular                  | 1           |
| Portugal | PSD         | Partido Social Democrata                                       | 6           |
| Portugal | MPT         | Movimento o Partido da Terra                                   | 1           |
| Rumänien | UDMR        | Uniunea Democrată a Maghiarilor din România                    | 2           |
| Rumänien | PMP         | Partidul Mișcarea Populară                                     | 1           |
| Rumänien | PNL         | Partidul Național Liberal                                      | 8           |
| Rumänien |             | Unabhängige                                                    | 2           |
| Schweden | KD          | Kristdemokraterna                                              | 1           |
| Schweden | M           | Moderata samlingspartiet                                       | 3           |
| Slowakei | SDKÚ-DS     | Slovenská Demokratická a Kresťanská Únia - Demokratická strana | 1           |
| Slowakei | SMK-MKP     | Strana Maďarskej Koalície/Magyar Koalíció Pártja               | 1           |
| Slowakei | KDH         | Kresťanskodemokratické hnutie                                  | 3           |
| Slowakei | M-H         | Most–Híd                                                       | 1           |
| Slowenien | SDS         | Slovenska Demokratska Stranka                                  | 3           |
| Slowenien | N.Si        | Nova Slovenija                                                 | 1           |
| Slowenien | SLS         | Slovenska Ljudska Stranka                                      | 1           |
| Spanien | PP          | Partido Popular                                                | 16          |
| Spanien | UDC         | Unió Democràtica de Catalunya                                  | 1           |
| Tschechien | KDU-ČSL     | Křesťanská a demokratická unie – Československá strana lidová  | 3           |
| Tschechien | TOP 09      | TOP 09 a Starostové                                            | 3           |
| Tschechien | STAN        | Starostové a nezávislí                                         | 1           |
| Ungarn | Fidesz-MPSZ | Fidesz-Magyar Polgári Szövetség                                | 11          |
| Ungarn | KDNP        | Kereszténydemokrata Néppárt                                    | 1           |
| Vereinigtes Königreich | ChUK/TIP    | Change UK – The Independent Group                              | 2           |
| Zypern | DISY        | Dimokratikos Synagermos                                        | 1           |
| - Grau hinterlegt sind Mitglieder der Fraktion, die nicht der EVP angehören. - (*) Die Partei hat Beobachterstatus in der EVP. |             |                                                                |             |